# آيت كيزت (أدار)
آيت كيزت هي إحدى مشيخات المملكة المغربية، تتبع جغرافيا لإقليم تارودانت وإداريًا لأدار. يقدر عدد سكانها بـ 2139 نسمة حسب الإحصاء الرسمي للسكان والسكنى لسنة 2004.